# Obóz pracy przymusowej w Stopnicy
Obóz pracy przymusowej w Stopnicy (niem. Zwangsarbeitslager für Juden Stopnica) – obóz pracy przymusowej w Stopnicy na terenie Generalnego Gubernatorstwa.
Istniał od stycznia 1940 do października 1942. Był przeznaczony dla kobiet i mężczyzn narodowości żydowskiej.